# Толстовка (Краснопартизанский район)
Толстовка — село в Краснопартизанском районе Саратовской области России в составе сельского поселения Рукопольское муниципальное образование. 
Население — 430 человек.

## История
В Списке населённых мест Самарской губернии по данным 1859 года населённый пункт упомянут как казённое и удельное село Николаевского уезда при реке Большой Иргиз и ручье Толстовка, расположенное в 14,5 верстах от уездного города Николаевска по просёлочному тракту из Николаевска в Новоузенск. В селе имелось 367 дворов, проживало 1363 мужчины и 1458 женщины.
После крестьянской реформы Толстовка была включена в состав Каменской волости. Согласно Списку населённых мест Самарской губернии по сведениям за 1889 год в селе насчитывались 633 двора, проживали 2428 человек (бывшие казённые и удельные крестьяне, преимущественно русские, православные и старообрядцы). В селе имелись церковь, 18 ветряных мельниц, почтовая станция. Согласно переписи 1897 года в Толстовке проживали 3418 человек, из них православных — 2970, старообрядцев — 442
Согласно Списку населённых мест Самарской губернии 1910 года в селе проживали 1823 мужчины и 1912 женщин (659 дворов). Функционировали церковь, старообрядческий молитвенный дом, земская и церковно-приходская школы, 12 ветряных мельниц. Земельный надел составлял 9327 десятин удобной и 2036 неудобной земли.

## Физико-географическая характеристика
Село находится в Заволжье, на левом берегу реки Большой Иргиз (при устье реки Толстовка), на высоте около 25—30 метров над уровнем моря. Почвы: в пойме Иргиза — пойменные нейтральные и слабокислые, выше поймы — чернозёмы южные.
Село расположено примерно в 23 км по прямой в северо-восточном направлении от районного центра рабочего посёлка Горный и 11 км в юго-западном направлении от города Пугачёв. По автомобильным дорогам расстояние до районного центра составляет 35 км, до областного центра города Саратов — 250 км, до Самары — также около 250 км.
Часовой пояс
Толстовка, как и вся Саратовская область, находится в часовой зоне МСК+1. Смещение применяемого времени относительно UTC составляет +4:00.

## Население
Динамика численности населения по годам:
| Годы      | 1859 | 1889 | 1897 | 1910 | 2002 |
| --------- | ---- | ---- | ---- | ---- | ---- |
| Население | 2821 | 2709 | 3418 | 3735 | 514  |

| 2002 | 2010 |
| ---- | ---- |
| 514  | ↘430 |

Национальный состав
Согласно результатам переписи 2002 года русские составляли 88 % населения села.